# Платонов, Александр Сергеевич
Александр Сергеевич Платонов (19 мая 1976 года, Смоленск) — российский футболист, вратарь.

## Биография
Воспитанник смоленского футбола. В разные годы выступал за ряд городских и областных команд. Провел два сезона в Белоруссии, где играл за клубы высшей лиги «Белшина» (2000) и МТЗ-РИПО (2004). На профессиональном уровне в России также защищал ворота новомосковского «Дона».
Завершал карьеру в любительском коллективе «Металлург» (Ярцево).